# Epístola de Barnabé

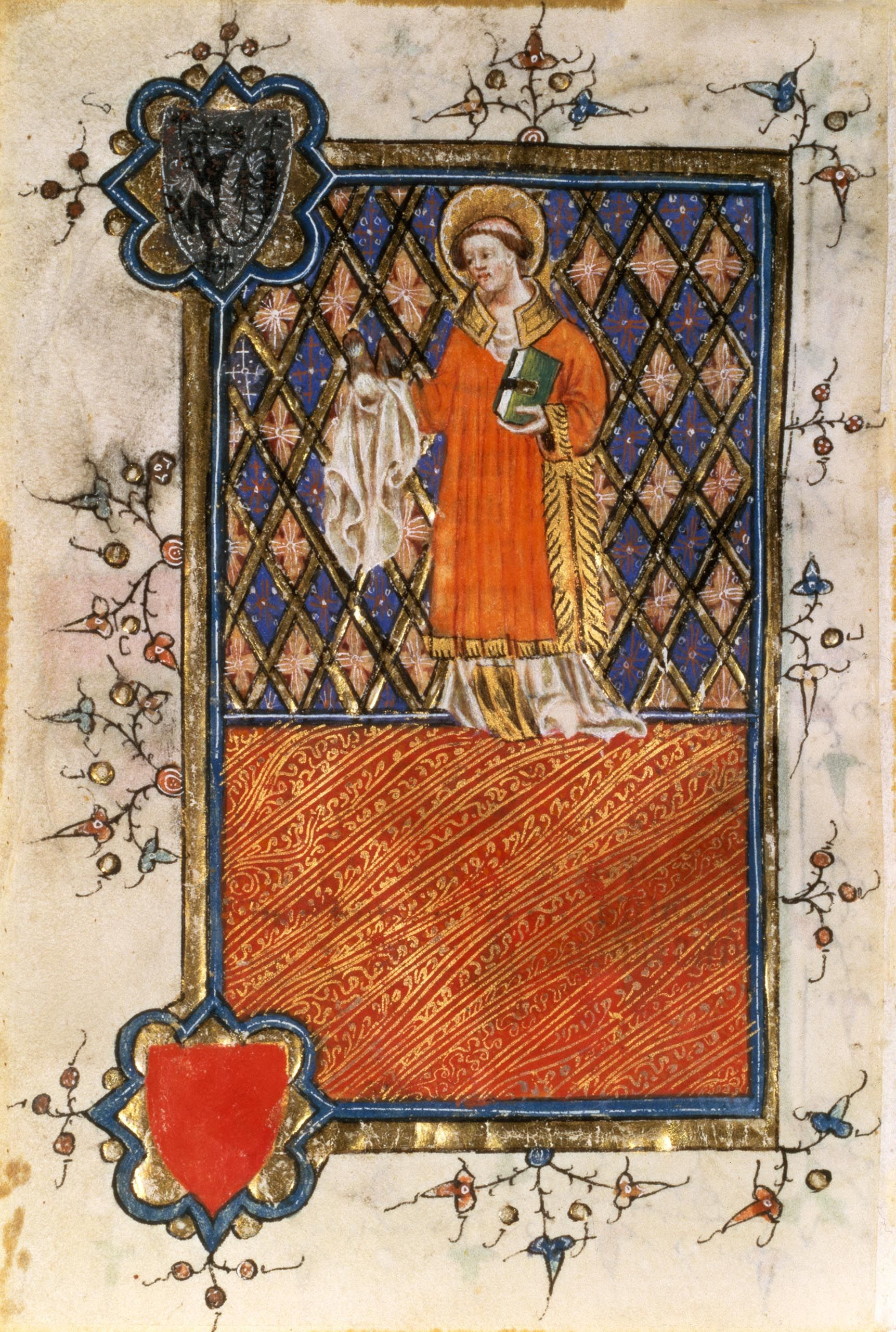
São Barnabé, suposto autor da Epístola.

A Epístola de Barnabé (em grego:  Επιστολή Βαρνάβα, em hebraico:  איגרת בארנבס) é uma epístola grega contendo vinte e um capítulos, preservadas inteiramente no Codex Sinaiticus, do século IV d.C., onde ela aparece no final do Novo Testamento. Ela é tradicionalmente atribuída à Barnabé, que é mencionado nos Atos dos Apóstolos, embora alguns autores a atribuam a outro Padre Apostólico de mesmo nome, "Barnabé de Alexandria", ou mesmo a um professor cristão anônimo. Uma versão da epístola, com 850 linhas de comprimento, está na lista latina de obras canônicas no Codex Claromontanus do século VI d.C.
Apesar do nome, a epístola não deve ser confundida com o Evangelho de Barnabé.

## Tradição manuscrita
O texto mais completo está no Codex Sinaiticus (=S; século IV d.C.) e no Codex Hierosolymitanus (=H; século XI d.C.), que geralmente estão em acordo no conteúdo do texto. Uma versão truncada do texto, no qual a Epístola aos Filipenses, de Paulo, 1:1 - 9:2 continua com Barnabé 5:7a e seguintes, sem nenhuma indicação da transição entre elas, sobrevive em nove manuscritos gregos (=G; do século XI d.C. e posteriores) e geralmente estão em acordo com a tradução para o latim (=L), contra S e H.
1. Até 1843, oito manuscritos, todos derivados de uma fonte única (G) eram conhecidos nas bibliotecas da Europa ocidental: nenhum deles continha os capítulos 1 até 5.7a.
2. O Codex Sinaiticus, no qual a Epístola e o Pastor de Hermas vêm logo após os livros canônicos do Novo Testamento, contém a versão mais completa do texto, e cuja fonte é independente do grupo anterior.
3. O Codex Hierosolymitanus ("Códice de Jerusalém"), que também inclui o Didaquê, é outro que preservou uma versão completa do texto. Este manuscrito grego foi descoberto em Constantinopla em 1873.
4. Por fim, há também uma versão em latim antigo dos primeiros dezessete capítulos (a seção "Dois Caminhos" nos capítulos 18 até 21 não estão presentes), cuja data é anterior ao final do século IV d.C., e está preservada num único manuscrito do século IX d.C. (São Petesburgo, Q.v.I.39). Esta é uma versão razoavelmente traduzida no geral, mas às vezes significativamente mais curta que a grega, embora no todo ela esteja em acordo com os manuscritos da família G.
5. Há também algumas breves citações da Epístola nas obras de Clemente de Alexandria e uns poucos fragmentos dos "Dois caminhos" em siríaca.

## Citações antigas

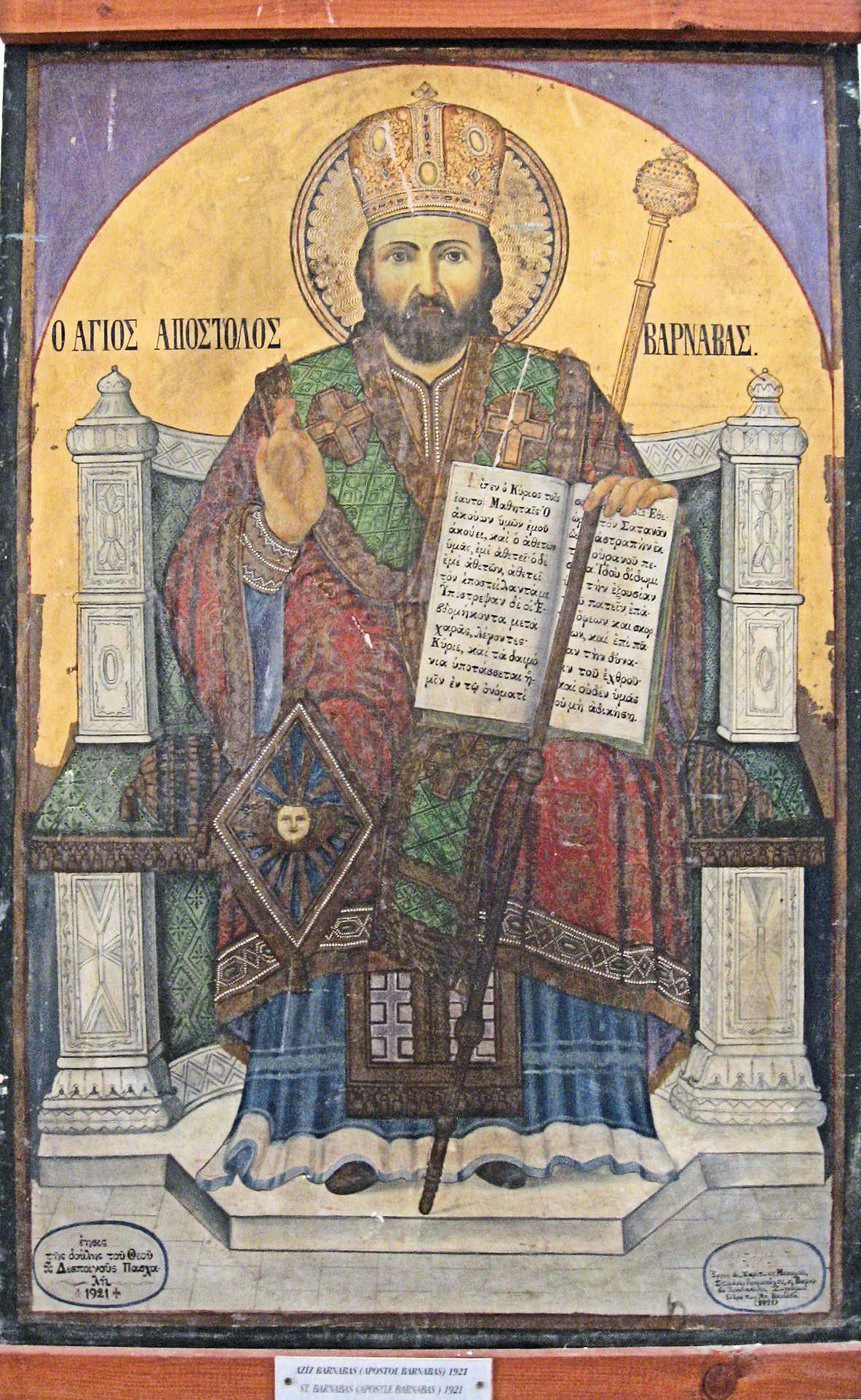
Ícone de São Barnabé, em Famagusta, Chipre.

Próximo ao final do século II d.C., Clemente de Alexandria citou a Epístola. Ela também foi referenciada por Orígenes. Eusébio, o primeiro grande historiador da Igreja, porém, relatou objeções a ela e ela acabou, em última instância, desaparecendo do apêndice do Novo Testamento - ou, melhor dizendo, o apêndice como um todo desapareceu e, com ele, a Epístola. No ocidente, ela nunca teve autoridade canônica (embora apareça ao lado da Epístola de Tiago em alguns manuscritos latinos). No oriente, a "Esticometria de Nicéforo", a lista anexada pelo patriarca de Constantinopla Nicéforo (séc. IX) à sua Cronografia, lista a "Epístola de Barnabé" em uma lista secundária, de livros que são antilegomena ("em disputa") juntamente com o Apocalipse de João, o Apocalipse de Pedro e o Evangelho dos Hebreus.

## Origem
O primeiro editor da epístola, Hugo Menardus (1645), advogava a autenticidade da atribuição da autoria à Barnabé, mas a opinião hoje em dia é que ele não foi o autor. Muitos estudiosos acreditam que ela foi escrita entre os anos 70 - 131 d.C. e era endereçada aos gentios. Em 16:3-4, lê-se:
| “ | Além disso, ele falou novamente, 'Observa, os que derrubaram este templo irão, eles mesmos, construí-lo.' Está acontecendo. Pois por causa de suas guerras, ele foi derrubado pelos inimigos. E agora, os servos deste mesmo inimigo irão, eles, reconstruí-lo." | ” |
|   | — Epístola de Barnabé 16:3-4. |   |

Esta passagem claramente coloca Barnabé após a destruição do Segundo Templo em 70 d.C.. Mas ela também coloca Barnabé antes da Revolta de Barcoquebas de 132 d.C., depois da qual não poderia haver esperança alguma de que os romanos iriam ajudar a reconstruir o templo. Por isso, ela deve ter sido escrita entre as duas revoltas. O local permanece aberto às discussões, embora a região oriental do Mediterrâneo, de língua grega, seja o mais provável.

## Conteúdo
Embora a obra não seja gnóstica no sentido teológico, o autor, que se considera um professor de audiência não identificada, para a qual ele escreve (em 9:9, por exemplo), tem como objetivo transmitir aos seus leitores uma gnosis perfeita (um conhecimento especial), de modo que eles percebam que os cristãos são os únicos herdeiros da verdadeira aliança, e que os judeus nunca teriam tido uma aliança com Deus. Sua polêmica é, acima de tudo, dirigida contra os cristãos judaizantes (veja ebionitas e nazarenos).
Em nenhuma outra obra desta época tão antiga fica tão clara a insistência na separação dos cristãos gentios e os judeus praticantes. A promessa da Aliança, mantém o autor, pertence unicamente aos cristãos (em 4:6-8, por ex.), e a circuncisão - e todo o sistema cerimonial e de sacríficios dos judeus - são, de acordo com ele, uma falta de compreensão, um mal-entendido. De acordo com a concepção do autor, as escrituras judaicas, corretamente interpretadas, não contém nenhuma destas injunções (capítulos 9 e 10). Ele é um oponente minucioso do Legalismo judaico, embora não chegue a ser um antinomista. Em alguns pontos, a Epístola parece com um Epístola paulina, como quando fala sobre o conceito cristão de expiação.
É provável que, por conta do renascimento do Judaísmo no início do século II d.C., e a tolerância do imperador Adriano, cristãos, como o autor do texto, sentiram uma necessidade de resistir às influências judaicas polemicamente.
O autor cita frequentemente o Antigo Testamento, incluindo alguns livros apócrifos. Ele cita também os Evangelhos duas vezes (em 4:14 e 5:9), e em geral concorda com a apresentação dada no Novo Testamento da história de salvação da humanidade. Ele cita também material similar à IV Esdras (12:1) e I Enoque (4:3; 16:5), que não se tornaram parte do cânon bíblico, exceto em algumas tradições (I Enoque, por exemplo, é considerado canônico na Igreja Ortodoxa Etíope). A seção final, "Dois caminhos" (capítulos 18 - 21), que contém uma série de injunções morais, apresenta "outra gnosis e ensinamento" (18:1) em relação ao corpo da Epístola, o que é objeto também de muitas discussões.